# オレは死んじまったゼ!
『オレは死んじまったゼ!』（おれはしんじまったぜ!）は、2023年9月1日から10月13日まで毎週金曜 23時30分 - WOWOWプライムでオリジナルドラマとして放送されたテレビドラマ。主演は柳楽優弥。

## 概要
無為に人生をやり過ごしている売れないホスト・桜田和彦がある日突然死んでしまい、同じく成仏できずにいる幽霊たちと一つ屋根の下で人生を見つめ直し、人知れず抱えていた後悔と向き合っていき、失われていた人間性を取り戻していく姿を描く。

## キャスト
桜田和彦
演 - 柳楽優弥
場末のホストで源氏名は我雨泥（ガウディ）。ある日突然事故で死んでしまった。
佐々木咲
演 - 川栄李奈
元看護士で夫と娘がいた幽霊。
桃山鉄郎
演 - 賀屋壮也（かが屋）
売れないスタンダップコメディアンの幽霊。
四ノ宮克子
演 - 草村礼子
桜田たちが暮らす蕎麦店の店主。
末續町子
演 - 松田ゆう姫
ホストだった桜田の追っかけ。
小森凛
演 - 長澤樹
ギャル風女子高生の幽霊。
千利休
演 - 三遊亭好楽
千利休の幽霊。

周囲の人々
- 咲の娘 幹(みき) - 桑原のえ[3][4]
- 咲の夫 - 阿諏訪泰義[3]
- 咲の夫の浮気相手 - 春名風花[3]
- 千利休の恋人 - お侍ちゃん[5]
- 鉄郎の友人 トモ - 葵揚[5][6]
- 楽屋にいる芸人 - 古川彰悟 [5][7]
- 凛の友人 - ぽに青[8]
- 凛の友人 エミ - 早坂美海[8][9]
- 凛の友人 美穂 - 浅井リオ[8][10]
- 凛の母親 静 - 小沢まゆ[11]
- 高校時代の和彦 - 倉悠貴[12]
- 和彦の父親 - 三浦俊輔[13]
- 和彦の母親 - 青柳いづみ[13]
- 和彦の同僚ホスト - 奥田洋平[14]
- 和彦の同僚ホスト - 楽駆[15]
- 和彦の同僚ホスト - 三河悠冴[16]
- 和彦の同僚ホスト - 中山雄斗[17]
- 和彦の同僚ホスト - 出口晴臣[18]

## スタッフ
- 監督 - 長久允、串田壮史
- 脚本 - 長久允
- 脚本協力 - 益山貴司
- 音楽 - 長谷川白紙
- 主題歌 - 「帰って来たヨッパライ」作詞 - 松山猛、北山修 / 作曲 - 加藤和彦 / カバー - 長谷川白紙[19]
- エンディング - 「ユニ」作詞・作曲・編曲 - 長谷川白紙
- プロデューサー - 長谷川徳司（WOWOW）、 日枝広道（電通）、鈴木康生（ゴーストイッチ）、山邊博文（ギークサイト）
- 制作プロダクション - ギークサイト
- プロダクション協力 - ゴーストイッチ
- 制作協力 - 電通
- 製作著作 - WOWOW

## 放送日程
| 各話   | 放送日   | 監督     |
| ------ | -------- | -------- |
| 第1話  | 9月01日  | 長久允   |
| 第2話  | 9月 8日  | 串田壮史 |
| 第3話  | 9月15日  | 串田壮史 |
| 第4話  | 9月22日  | 長久允   |
| 第5話  | 9月29日  | 長久允   |
| 第6話  | 10月 6日 | 串田壮史 |
| 最終話 | 10月13日 | 長久允   |